# 4號高速鐵路 (比利時)
4號高速鐵路（荷蘭語：Hogesnelheidslijn 4，简称HSL 4，简称LGV 4）是一條比利時的高速鐵路軸，連接布魯塞爾與荷蘭的邊界，全長40公里，當中有36公里為專線。路線於2009年啟用。
路線與連接法國邊境的HSL 1和連接阿姆斯特丹的荷蘭高速鐵路南線共同縮短來往布魯塞爾、巴黎和阿姆斯特丹的時間。 路線亦有大力士高速列車、Fyra（後來終止營運）。預計未來尚有英國鐵路374型電力動車組及德國鐵路407型電力動車組營運。

## 路線
高速鐵路始於安特衛普，沿路向北共36公里並與荷蘭高速鐵路南線連接。

## 車站
安特衛普中央車站被重組。為了讓列車可在城市下方通行，比利時建設了一條隧道通過安特衛普。
HSL 4是唯一一條存在中途站「Noorderkempen（布雷赫特）」且是為普速服務而設的車站的比利時的高速鐵路。

## 太陽能隧道
路線近安特衛普有一「太陽能隧道」。這陸上隧道類似於覆蓋道以防止雪崩，但在此處是防止塌樹。隧道的特色是其擁有超過16,000塊太陽能板。營運者聲稱可提供每年3300百萬瓦小時的電力和減少排放2400噸的二氧化碳。

## 外部連結
- 比利時高鐵網站（页面存档备份，存于） （法文）

51°23′23″N 4°40′21″E / 51.3896°N 4.6726°E